# Agapetes sikkimensis
Agapetes sikkimensis là một loài thực vật có hoa trong họ Thạch nam. Loài này được Airy Shaw mô tả khoa học đầu tiên năm 1935.